# 横浜市旭スポーツセンター
横浜市旭スポーツセンター（よこはましあさひスポーツセンター）は、横浜市旭区にある横浜市が保有するスポーツ施設。「スポーツ、レクリエーション等の振興を図り、市民の心身の健全な発達に寄与する」ことが設置目的とされる。（公財）横浜市スポーツ協会が指定管理者として運営を行っている。
バドミントンやバレーボール、バスケットボールなどに使用できる体育室2個（バレーボールコートであれば計3面）と、空手道や剣道、ダンスに使用できる体育室1個、マシントレーニング設備のあるトレーニング室などをもつ。有料での施設貸し出しのほか、ヨーガやエクササイズなどの講座も開かれている。

## アクセス
- 相模鉄道「二俣川駅」より徒歩20分。同駅より相鉄バス乗車なら「左近山第1」バス停で下車、徒歩3分。
- 相模鉄道「鶴ヶ峰駅」から徒歩20分。